# Davide Rummolo
Davide Rummolo (né le 12 novembre 1977 à Naples) est un nageur italien, spécialiste de la brasse. 

## Biographie
Aux Jeux olympiques d'été de 2000, il est médaillé de bronze du 200 m brasse. En 2002, il est le champion d'Europe de cette discipline, en bassin de 25 m et en bassin de 50 m.

## Palmarès

### Jeux olympiques d'été
- Jeux olympiques d'été de 2000 à Sydney  Australie
  -  médaille de bronze sur 200 m brasse (Temps : 2 min 12 s 73)

### Championnats d'Europe de natation
- Championnats d'Europe de natation 2002 à Berlin  Allemagne
  -  médaille d'or sur 200 m brasse (Temps : 2 min 11 s 37)
- Championnats d'Europe de natation 2002 en petit bassin à Riesa  Allemagne
  -  médaille d'or sur 200 m brasse (Temps : 2 min 07 s 70)